# Zale marginalis
Zale marginalis là một loài bướm đêm trong họ Erebidae.